# Universal Carrier
Universal Carrier (också känd som Bren Carrier) var ett banddrivet pansarfordon av brittiskt ursprung som användes av det brittiska samväldets styrkor under andra världskriget. Universal Carrier användes för trupptransport men också som stridsfordon då den hade plats för avfyrande av en Brenkulspruta i fronten. Många varianter byggdes också av fordonet, bland annat med en tung kulspruta, pansarvärnsgevär eller granatkastare. Bepansringen var lätt och fordonet hade ett öppet tak vilket lämnade besättningen sårbar för granatsplitter. Cirka 110 000 exemplar av alla varianter byggdes.